# Герцог Эдинбургский
Герцог Эдинбургский (англ. Duke of Edinburgh) — британский герцогский титул, по столице Шотландии городу Эдинбургу. Создан 26 июля 1726 года королём Великобритании Георгом I для своего внука Фредерика, будущего принца Уэльского. Один из самых молодых герцогских титулов британского королевского семейства: присваивается лишь с XVIII века, после юридического объединения Великобритании. В 1764—1834 годах титул был объединён с титулом герцог Глостерский.
Дважды носитель титула герцога Эдинбургского становился королём Великобритании: в 1760 г., когда престол унаследовал Георг ІІІ, и в 2022 г., когда королём стал Карл ІІІ.

## Герцоги Эдинбургские, 1-я креация (1726—1760)
Другие титулы: маркиз острова Или, граф Элтем в графстве Кент, виконт Лонсестон в графстве Корнуолл, барон Сноуден в графстве Карнарвон.
- 1726—1751: Фредерик Луис, 1-й герцог Эдинбургский (1 февраля 1707 — 31 марта 1751). Старший сын британского короля Георга II и Каролины Ансбахской. С 1728 года — принц Уэльский. Умер при жизни своего отца, и не царствовал. Также носил титулы: герцог Ротсей и герцог Корнуольский (с 1726). Полный титул (в 1751 г.): Его Королевское Высочество принц Фредерик Луис, принц Уэльский, герцог Корнуольский, герцог Ротсей, 1-й герцог Эдинбургский, 1-й маркиз острова Или, граф Честер, граф Каррик, 1-й граф Элтем, 1-й виконт Лонсестон, барон Ренфрю, 1-й барон Сноуден, лорд Островов, великий стюард Шотландии, курпринц Ганноверский.
- 1751—1760: Георг Уильям Фредерик, 2-й герцог Эдинбургский (4 июня 1738 — 29 января 1820). Старший сын 1-го герцога и Августы Саксен-Готской. После смерти отца унаследовал титул герцога Эдинбургского, затем ему дедом был присвоен также титул принца Уэльского. В 1760 году, после смерти деда, вступил на престол как Георг III, и титул соединился с короной. Полный титул (в 1760 г.): Его Королевское Высочество принц Георг Уильям Фредерик, принц Уэльский, 2-й герцог Эдинбургский, 2-й маркиз острова Или, 2-й граф Элтем, 2-й виконт Лонсестон, 2-й барон Сноуден.

## Герцоги Глостерские и Эдинбургские, 2-я креация (1764—1834)
Другие титулы: граф Коннахт.
- 1764—1805: Уильям Генри, 1-й герцог Глостерский и Эдинбургский (25 ноября 1743 — 25 августа 1805), третий сын Фредерика, принца Уэльского и Августы Саксен-Готской. Младший брат короля Георга III. Титул ему присвоен вместе с титулом «герцог Глостерский», считавшимся выше («герцог Глостерский и Эдинбургский»). Полный титул (в 1805 г.): Его Королевское Высочество принц Уильям Генри, 1-й герцог Глостерский и Эдинбургский, 1-й граф Коннахт.
- 1805—1834: Уильям Фредерик, 2-й герцог Глостерский и Эдинбургский (15 января 1776 — 30 ноября 1834), единственный сын Уильяма Генри, 1-го герцога Глостерского и Эдинбургского, и Марии Уолпол. Как и отец, носил титул «Глостерский и Эдинбургский». Умер бездетным, титул вернулся к короне. Полный титул (в 1834 г.): Его Высочество принц Уильям Фредерик, 2-й герцог Глостерский и Эдинбургский, 2-й граф Коннахт.

## Герцоги Эдинбургские, 3-я креация (1866—1900)
Другие титулы: граф Ольстерский и граф Кентский.
- 1866—1900: Альфред Эрнест Альберт, 1-й герцог Эдинбургский, граф Кентский и граф Ольстерский (6 августа 1844 — 30 июля 1900). Второй сын королевы Великобритании Виктории и принца-консорта Альберта Саксен-Кобург-Готского, с 1893 года — правящий герцог Саксен-Кобург-Готский. Так как его единственный сын Альфред (1874—1899) покончил с собой при его жизни, после Альфреда титул также вернулся к короне. Полный титул (в 1900 г.): Его Королевское Высочество Альфред І, герцог Саксен-Кобург-Готский, принц Великобританский, 1-й герцог Эдинбургский, 1-й граф Ольстерский, 1-й граф Кентский.

## Герцоги Эдинбургские, 4-я креация (1947—2022)
Другие титулы: граф Мерионет и барон Гринвич из Гринвича в графстве Лондон.
- 1947—2021: Филипп, 1-й герцог Эдинбургский, 1-й граф Мерионет и 1-й барон Гринвич (10 июня 1921 — 9 апреля 2021), единственный сын принца Андрея, сына короля Греции Георга I, и Алисы Баттенберг. Супруг Елизаветы II, урождённый принц Греческий и Датский. Титул присвоен ему будущим тестем Георгом VI накануне свадьбы. В 1957 году получил от супруги, королевы Елизаветы ІІ титул принца Соединённого Королевства Великобритании и Северной Ирландии. Полный титул (в 2021 г.): Его Королевское Высочество принц Филипп, 1-й герцог Эдинбургский, 1-й граф Мерионет, 1-й барон Гринвич.
- 2021—2022: Чарльз Филипп Артур Джордж, 2-й герцог Эдинбургский, 2-й граф Мерионет, 2-й барон Гринвич (род. 14 ноября 1948), старший сын принца Филиппа, 1-го герцога. Также, как наследник Британского престола, носил титулы: принц Уэльский, герцог Корнуольский, герцог Ротсей, граф Честер, граф Каррик. В 2022 году, после смерти матери, вступил на престол как Карл III, и титул соединился с короной. Полный титул (в 2022 г.): Его Королевское Высочество принц Чарльз Филипп Артур Джордж, принц Уэльский, герцог Корнуольский, герцог Ротсейский, 2-й герцог Эдинбургский, граф Честер, граф Каррик, 2-й граф Мерионет, барон Ренфрю, 2-й барон Гринвич, лорд Островов, великий стюард Шотландии.

Герцогский титул принца Филиппа после его смерти в 2021 году унаследовал его старший сын принц Чарльз, являющийся одновременно (со стороны матери) наследником британского престола. Но ещё в 1999 году было объявлено решение принца Чарльза о том, что после смерти их отца и матери титул герцога Эдинбургского (который в 2022 году отошёл к короне) будет воссоздан для его младшего брата — принца Эдварда.

## Герцоги Эдинбургские, 5-я креация (2023)
Хотя 1 декабря 2022 года появились сообщения, что титул, возможно, будет воссоздан для принцессы Шарлотты, дочери принца Уэльского Уильяма, 10 марта 2023 года король Карл III в честь дня рождения своего младшего брата принца Эдварда, графа Уэссекского присвоил ему титул герцога Эдинбургского. При этом было объявлено, что присвоение является пожизненным и после смерти Эдварда титул может быть присвоен другому члену королевской семьи.
- с 2023: Эдвард Энтони Ричард Луи, герцог Эдинбургский (род. 10 марта 1964), третий, младший, сын принца Филиппа, 1-го герцога Эдинбургского, и королевы Елизаветы ІІ, брат короля Карла ІІІ. Также носит отдельные от герцогского титулы: 1-й граф Уэссекский, 1-й граф Форфар, виконт Северн. Полный титула (в 2023 г.): Его Королевское Высочество принц Эдвард Энтони Ричард Луи, 1-й герцог Эдинбургский, 1-й граф Уэссекский, 1-й граф Форфарский, 1-й виконт Северн.